# Зеландська мова

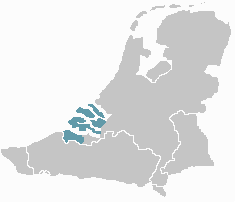
Приблизне поширення зеландського діалекту в нижньфранкському ареалі

Зеландський діалект (Зеландська мова) (самоназва: зеланд. Zeêuws; нід. Zeeuws) — один з двох діалектів західнофламандсько-зеландського діалекту, яким розмовляють у Зеландії (південний захід Нідерландів). У даний час він вважається низькофранконським діалектом голландської мови, але відбувалися рухи, спрямовані на просування статусу зеландської мови з діалекту голландської на окрему регіональну мову, що було заперечено Міністерством внутрішніх справ Нідерландів. Більш конкретно, на ньому говорять у найпівденнішій частині Південної Голландії (Goeree-Overflakkee) та значній частині провінції Зеландія, за винятком східної Зеландської Фландрії.

## Походження
Зеландський діалект є в певному сенсі проміжним між голландським говором на півночі і західнофламандськими говорами на півдні.
Це пов'язано зокрема з тим, що в Середньовіччі і на початку Нового часу Зеландія перебувала у сфері впливу як Голландії, так і Фландрії.

## Основні особливості
Зеландський діалект, що входить разом з західнофламандським в південну групу діалектів нідерландської мови, досить сильно відрізняється від стандартної нідерландської, заснованої насамперед на голландському діалекті.
Основні особливості такі:
- завдяки збереженню кінцевої шва в словах жіночого роду, в зеландській збереглася відмінність всіх трьох родів: чоловічого, жіночого і середнього;
- збереглися монофтонги [i] і [y], відповідні написання ij і ui, в літературній нідерландській вони дифтонгізувалися в [ɛi] і [œy];
- у більшості випадків [aː] перейшло в [ɛ ː];
- збереглися древні спадні дифтонги [ai] і [ au] (у вигляді [eə] та [ɔə]), в той час як в інших діалектах вони збіглися з етимологічними e і o;
- відпало початкове h.

Приклади на ці особливості дані в таблиці (орфографія заснована на стандартній нідерландській (НЛМ)):
| Зеландська  | НЛМ         | Українська |
| ----------- | ----------- | ---------- |
| d'n boer    | de boer     | селянин    |
| de boerinne | de boerin   | селянка    |
| uus [ys]    | huis [hœys] | дім        |
| kieke (n)   | kijken      | дивитися   |
| tweê        | twee        | два        |
| oôd         | hoofd       | голова     |

## Діалекти

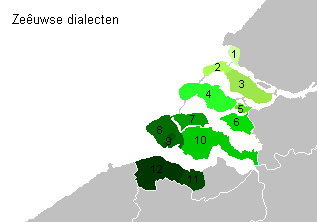
Зеландські говірки